# Pýrgos (Eubée)
Pýrgos, en grec moderne : Πύργος, est un village du dème de Kými-Alivéri, sur l'île d'Eubée, en Grèce.
Selon le recensement de 2011, la population de Pýrgos compte 195 habitants. 